# Granecznik
Granecznik (prononciation : [ɡraˈnɛt͡ʂnik]) est une localité polonaise de la gmina de Kościan dans le powiat de Kościan de la voïvodie de Grande-Pologne dans le centre-ouest de la Pologne.
Elle se situe à environ 11 kilomètres au sud-est de Kościan (siège de la gmina et du powiat) et à 41 kilomètres au sud de Poznań (capitale régionale).
La localité possédait une population de 37 habitants en 2005.

## Histoire
De 1975 à 1998, la localité faisait partie du territoire de la voïvodie de Leszno.
Depuis 1999, Granecznik est située dans la voïvodie de Grande-Pologne.